# 구운 사과

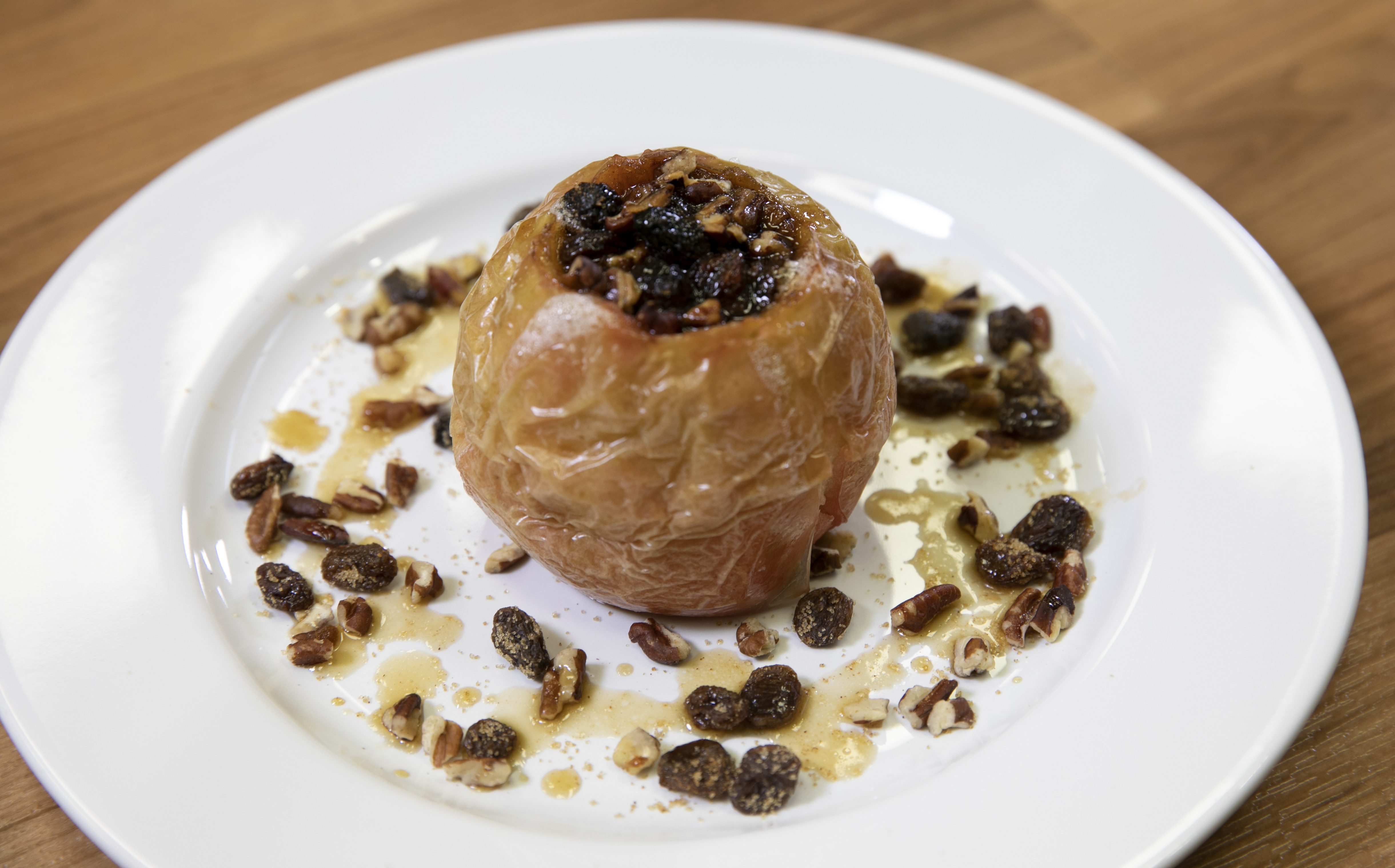
건포도와 견과류를 채운 구운 사과

구운 사과(영어: baked apple)는 사과를 오븐에 구워 부드러워질 때까지 익힌 요리이다. 보통 심을 제거하고 남은 구멍에 달콤하거나 짭짤한 속과 양념을 채운다. 배나무속과 마르멜루도 같은 방식으로 준비할 수 있다.
구운 사과는 식민지 요리를 포함한 많은 유럽 요리에서 발견된다. 독일에서는 구운 사과가 종종 크리스마스 시즌에 제공된다.

## 준비

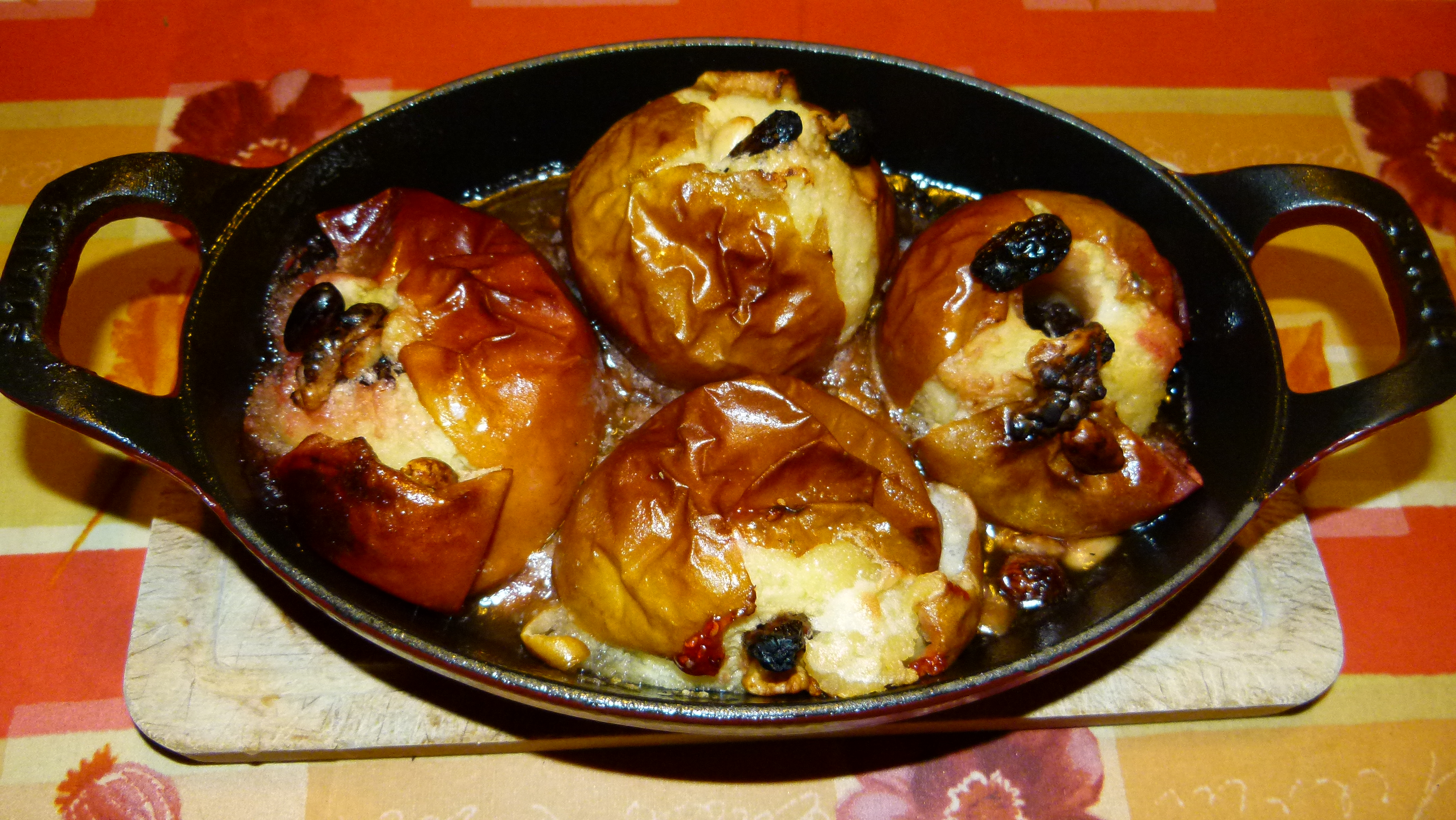
구운 사과 한 쟁반

사과는 심을 제거하는데, 보통 아래쪽까지 완전히 제거하지는 않으며, 터지는 것을 방지하기 위해 절반 정도만 껍질을 벗기는 경우도 있다.
구멍에는 양념과 다른 속을 채운다.
양념으로는 황설탕, 벌꿀, 메이플 시럽 또는 과일 잼과 같은 감미료, 계피, 육두구, 정향나무, 아니스, 메이스와 같은 향신료, 버터, 브랜디, 칼바도스 또는 포도주와 같은 액체가 포함될 수 있다.
속으로는 건포도, 대추, 프룬, 오트밀과 같은 신선하거나 말린 과일뿐만 아니라 피스타치오 또는 호두와 같은 견과류가 사용될 수 있으며, 이는 불가리아 요리에서 흔하다. 보스니아 요리인 투파히예도 호두를 채우지만 굽는 대신 데친다. 마지팬은 독일에서 가끔 사용된다. 많은 레시피에는 신맛을 위해 레몬즙이 포함된다.
그런 다음 사과가 부드러워질 때까지 굽는다.

## 변형
구운 사과는 로스트의 사이드 디시로 사용되거나, 소시지나 민스미트를 채워 단독으로 제공되는 짭짤한 요리가 될 수도 있다.
블랙 캡은 사과를 가로로 반으로 자르고 심을 파내어 레몬 껍질과 설탕에 절인 오렌지 껍질 또는 오렌지 마멀레이드를 채운 다음 다시 합쳐 와인과 설탕을 넣고 굽는 구운 사과이다. 오븐은 처음에 매우 뜨겁게 가열하여 위쪽이 검게 되도록 한다.
구운 사과는 보관에 적합하도록 건조될 때까지 구울 수 있다. 노퍽주, 잉글랜드의 요리에서 비핀(biffin) 또는 비핑(beefing)은 사과를 무게로 눌러 케이크 모양으로 평평하게 만들고, 습기를 흡수하기 위해 짚 층 사이에 넣어 구운 사과이며, 보통 노퍽 비핀 재배품종으로 만든다. 보통 껍질을 벗긴 후 크림과 함께 제공된다.
페이스트리 반죽으로 감싼 구운 사과는 애플 덤플링이다.

## 서빙
구운 사과는 커스터드 소스, 크렘 프레슈, 사워크림, 아이스크림, 휘핑크림 등과 함께 제공될 수 있다.

## 같이 보기
- 사과 소스, 때때로 구워서 만든다
- 애플칩스, 말린 사과 조각
- 애플 덤플링, 사과를 페이스트리로 감싼 유사한 요리
- 투파히예, 보스니아의 전통 디저트
- 사과 요리 목록